# W43A
Désignations
W43A ou IRAS 18450-0148 est une étoile de type tardif dotée d'une enveloppe de type OH/IR avec un jet collimaté magnétiquement (une protonébuleuse planétaire). L'étoile est aux premiers stades de sa transformation en nébuleuse planétaire, un processus qui prendra plusieurs milliers d'années.